# Condéon
Condéon est une commune du Sud-Ouest de la France située dans le département de la Charente, en région Nouvelle-Aquitaine.
Ses habitants sont les Condéonais et les Condéonaises.

## Géographie

### Localisation et accès
Condéon est une commune du Sud-Charente située à 7 km au sud de Barbezieux.
Condéon est à 8 km de Baignes, chef-lieu de son canton, 11 km de Brossac, 20 km de Chalais et 35 km de Cognac et d'Angoulême.
La D 731, route de Saint-Jean-d'Angély à Chalais par Cognac et Barbezieux, traverse la commune et le bourg. Condéon est aussi reliée aux communes voisines par un réseau de petites routes départementales : D 58, D 127, D 128 et D 191. La N 10 entre Angoulême et Bordeaux passe à 3 km à l'ouest du bourg.

### Hameaux et lieux-dits
Comme toutes les communes charentaises, Condéon possède un habitat dispersé et compte de nombreux hameaux et fermes. Du nord au sud on peut citer Chez Nouleau, le Grand Villard, le Petit Villard, la Barde, la Servante, la Croix Bellet et chez Cartier sur la route de Chalais, le Couret au sud du bourg, etc..

### Communes limitrophes
| Reignac  | Salles-de-Barbezieux | Challignac |
| Le Tâtre | Condéon              | Berneuil   |
| Touvérac | Oriolles             | Chillac    |

### Géologie et relief
La commune est située dans le calcaire du Bassin aquitain, comme une grande partie sud et ouest du département de la Charente. Elle est occupée dans une grande moitié nord-est par le Campanien (Crétacé supérieur), calcaire crayeux, qui occupe une grande partie du Sud Charente et constitue la Champagne charentaise. La moitié sud de la commune est occupée par des dépôts du Tertiaire, consistant en sable kaolinique, argile blanche ou brune et galets. Ces terrains pauvres sont boisés et constituent un prolongement de la grande forêt de la Double et des Landes saintongeaises,,.
Le relief de la commune est celui de collines boisées dans sa partie sud-ouest et d'une plaine cultivée ou bas coteaux au nord-est. Le point culminant de la commune est à une altitude de 161 m, situé au sud-ouest de la commune près de la route du Tâtre (borne IGN). Le point le plus bas est à 63 m, situé à l'extrémité nord-est au confluent du Beau et du Gabout. Le bourg est à 85 m d'altitude.

### Hydrographie

#### Réseau hydrographique

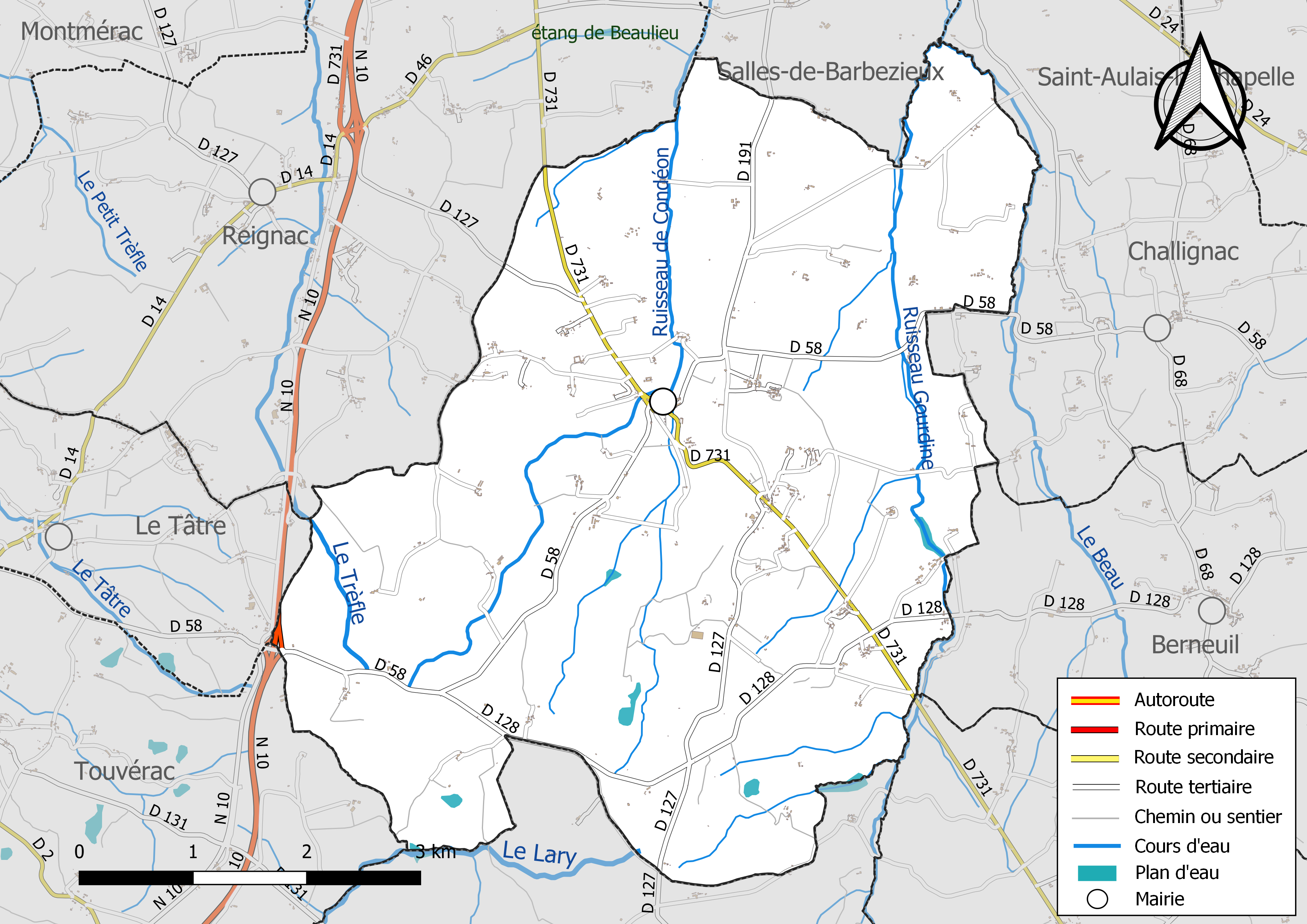
Réseaux hydrographique et routier de Condéon.

La commune est située dans le bassin versant de la Charente et le bassin de la Dordogne ou Garonne au sein  du bassin Adour-Garonne. Elle est drainée par le Lary, le Trèfle, le Beau, le Condéon, la Gourdine, et par divers petits cours d'eau, qui constituent un réseau hydrographique de 30 km de longueur totale,.
Le Condéon passe au bourg puis fait plus en aval la limite occidentale de la commune. D'une longueur totale de 14,6 km, il prend sa source dans la commune et se jette dans le Beau à Saint-Bonnet après avoir traversé cinq communes. Le Beau fait la limite orientale de la commune et est un affluent du Né (bassin de la Charente). Le Beau reçoit aussi sur sa rive gauche la Gourdine qui lui est parallèle et descend de Chillac, et qui s'appelle le Gabout dans sa partie aval.
Dans le sud de la commune naît le Lary, affluent de l'Isle, qui fait donc partie du bassin versant de la Dordogne.

#### Gestion des eaux
Le territoire communal est couvert par les schémas d'aménagement et de gestion des eaux (SAGE) « Charente » et « Isle - Dronne ». Le SAGE « Charente», dont le territoire correspond au bassin de la Charente, d'une superficie de 9 300 km2, a été approuvé le 19 novembre 2019. La structure porteuse de l'élaboration et de la mise en œuvre est l'établissement public territorial de bassin Charente. Le SAGE « Isle - Dronne», dont le territoire regroupe les bassins versants de l'Isle et de la Dronne, d'une superficie de 7 500 km2, a été approuvé le 2 août 2021. La structure porteuse de l'élaboration et de la mise en œuvre est l'établissement public territorial de bassin de la Dordogne (EPIDOR). Ils définissent chacun sur leur territoire les objectifs généraux d’utilisation, de mise en valeur et de protection quantitative et qualitative des ressources en eau superficielle et souterraine, en respect des objectifs de qualité définis dans le troisième SDAGE  du bassin Adour-Garonne qui couvre la période 2022-2027, approuvé le 10 mars 2022.

### Climat
Comme dans les trois quarts sud et ouest du département, le climat est océanique aquitain.

## Urbanisme

### Typologie
Au 1er janvier 2024, Condéon est catégorisée commune rurale à habitat très dispersé, selon la nouvelle grille communale de densité à 7 niveaux définie par l'Insee en 2022.
Elle est située hors unité urbaine. Par ailleurs la commune fait partie de l'aire d'attraction de Barbezieux-Saint-Hilaire, dont elle est une commune de la couronne,. Cette aire, qui regroupe 25 communes, est catégorisée dans les aires de moins de 50 000 habitants,.

## Toponymie
Les formes anciennes sont Condeom en 1075-1078, Condeo en 1213, Condeon en 1225.
Selon Dottin, l'origine du nom de Condéon pourrait être Condatomagus, issu du gaulois et signifiant « le champ du confluent ». Condéon est au confluent de deux ruisseaux,. La forme ancienne fait aussi penser à la ville de Condom, dans le Gers, dont le nom serait issu d'un nom d'homme gaulois Condus et du gaulois magos, champ, marché,.

## Histoire
Condéon se trouverait sur une ancienne voie romaine de Saintes à Cahors qui passerait par Pons, Guimps, Brossac (villa romaine de Lacou Dausena), Chalais et traverserait la Dronne à Aubeterre,.
Au Moyen Âge, principalement aux XIIe et XIIIe siècles, Condéon se trouvait sur une variante de la via Turonensis, itinéraire du pèlerinage de Saint-Jacques-de-Compostelle qui passait en Charente par Nanteuil-en-Vallée, Saint-Amant-de-Boixe, Angoulême, Mouthiers, Montmoreau et Aubeterre, mais dont une branche bifurquait à Blanzac-Porcheresse pour se diriger vers Pons ou Blaye.
Entre le Xe et XVIIIe siècles, Condéon a peut-être été, comme Baignes, le siège d'une viguerie, qui rendait la justice localement. Elle était alors dans le diocèse de Saintes, puis aurait été rattachée aux six autres du comté d'Angoulême, qui en comptera une vingtaine de par son extension au XIe siècle.
Sous l'Ancien Régime, Condéon était à la limite du Petit Angoumois et de la province de Saintonge, qui comprenait Barbezieux. Son église dépendait de l'abbaye de Baignes.
Avant la Révolution, les familles notables de la paroisse étaient les Berthelot, au logis du Couret, et les de Pressac, à la Garde à Rotard et le Maine Lioncelle, au sud-ouest.
Pendant la première moitié du XXe siècle, la commune était desservie par la petite ligne ferroviaire d'intérêt local à voie métrique des Chemins de fer économiques des Charentes allant de Barbezieux à Chalais, et qui passait par Brossac.
Entre 1974 et 1996, l'argile blanche kaolinique a été exploitée au lieu-dit Pas-Merlu par la société AGS, comme à Guizengeard, Touvérac, Oriolles et Clérac,.

## Administration

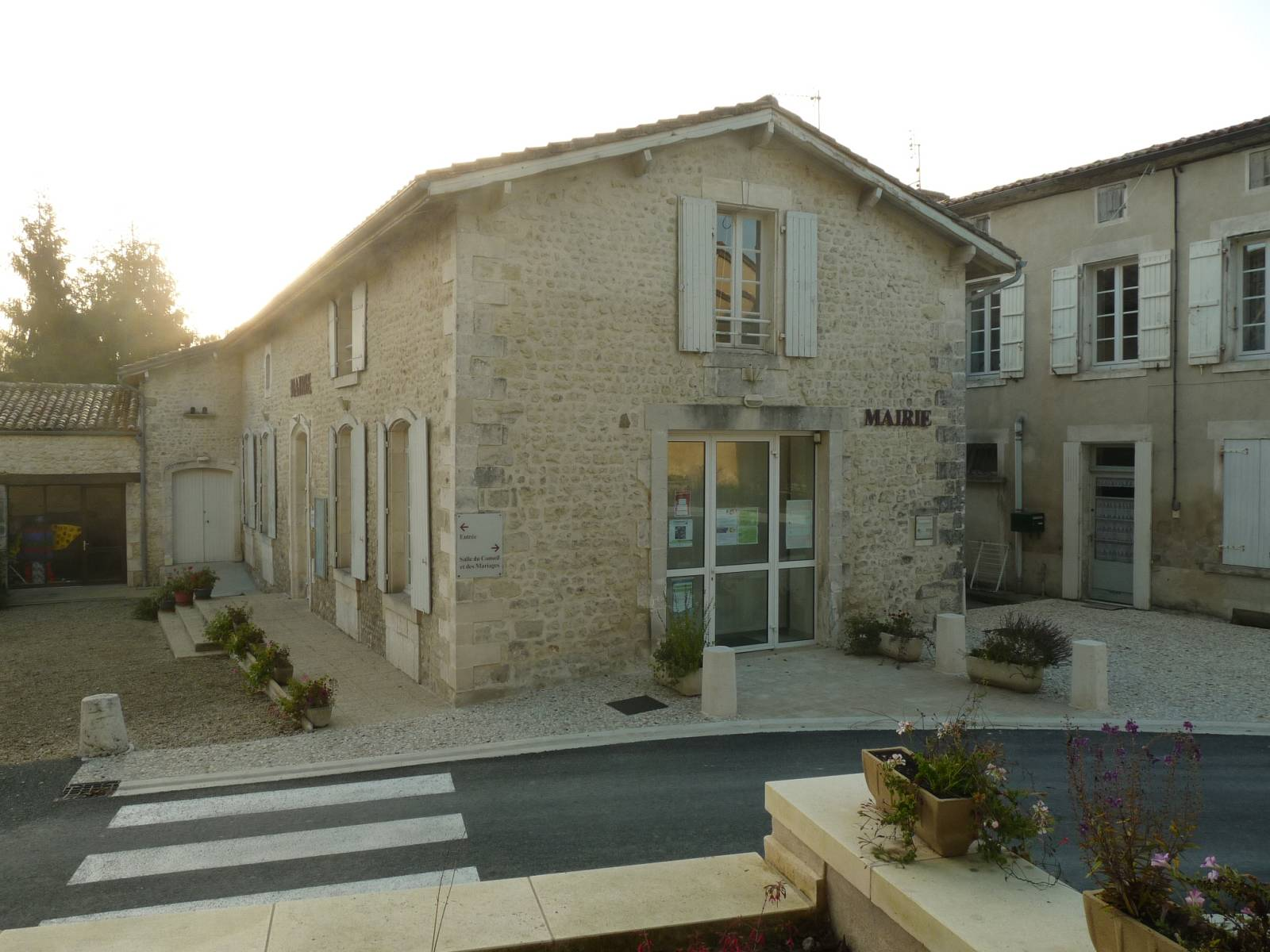
Mairie de Condéon.

| Période                                  | Période  | Identité             | Étiquette | Qualité                    |
| ---------------------------------------- | -------- | -------------------- | --------- | -------------------------- |
| 1981                                     | 2014     | Jean Chaillé de Néré | DVG       | Agriculteur                |
| 2014                                     | En cours | Véronique Fouassier  |           | Chef d'entreprise agricole |
| Les données manquantes sont à compléter. |          |                      |           |                            |

## Démographie

### Évolution démographique
L'évolution du nombre d'habitants est connue à travers les recensements de la population effectués dans la commune depuis 1793. Pour les communes de moins de 10 000 habitants, une enquête de recensement portant sur toute la population est réalisée tous les cinq ans, les populations de référence des années intermédiaires étant quant à elles estimées par interpolation ou extrapolation. Pour la commune, le premier recensement exhaustif entrant dans le cadre du nouveau dispositif a été réalisé en 2006.

En 2022, la commune comptait 609 habitants, en évolution de +1,67 % par rapport à 2016 (Charente : −0,48 %, France hors Mayotte : +2,11 %).
| 1793  | 1800  | 1806  | 1821  | 1831  | 1841  | 1846  | 1851  | 1856  |
| ----- | ----- | ----- | ----- | ----- | ----- | ----- | ----- | ----- |
| 1 333 | 1 147 | 1 138 | 1 268 | 1 369 | 1 303 | 1 291 | 1 283 | 1 200 |

| 1861  | 1866  | 1872  | 1876  | 1881  | 1886  | 1891 | 1896 | 1901 |
| ----- | ----- | ----- | ----- | ----- | ----- | ---- | ---- | ---- |
| 1 176 | 1 180 | 1 050 | 1 044 | 1 083 | 1 009 | 956  | 929  | 863  |

| 1906 | 1911  | 1921 | 1926 | 1931 | 1936 | 1946 | 1954 | 1962 |
| ---- | ----- | ---- | ---- | ---- | ---- | ---- | ---- | ---- |
| 951  | 1 002 | 890  | 786  | 814  | 804  | 763  | 705  | 621  |

| 1968 | 1975 | 1982 | 1990 | 1999 | 2006 | 2011 | 2016 | 2021 |
| ---- | ---- | ---- | ---- | ---- | ---- | ---- | ---- | ---- |
| 603  | 533  | 518  | 553  | 540  | 550  | 569  | 599  | 613  |

| 2022 | - | - | - | - | - | - | - | - |
| ---- | - | - | - | - | - | - | - | - |
| 609  | - | - | - | - | - | - | - | - |

### Pyramide des âges
La population de la commune est relativement jeune.
En 2018, le taux de personnes d'un âge inférieur à 30 ans s'élève à 33,3 %, soit au-dessus de la moyenne départementale (30,2 %). À l'inverse, le taux de personnes d'âge supérieur à 60 ans est de 28,1 % la même année, alors qu'il est de 32,3 % au niveau départemental.
En 2018, la commune comptait 316 hommes pour 298 femmes, soit un taux de 51,47 % d'hommes, largement supérieur au taux départemental (48,41 %).
Les pyramides des âges de la commune et du département s'établissent comme suit.
| Hommes | Classe d’âge | Femmes |
| ------ | ------------ | ------ |
| 0,6    | 90 ou +      | 1,0    |
| 8,0    | 75-89 ans    | 10,4   |
| 17,1   | 60-74 ans    | 19,1   |
| 23,4   | 45-59 ans    | 21,0   |
| 15,6   | 30-44 ans    | 17,3   |
| 15,1   | 15-29 ans    | 15,1   |
| 20,2   | 0-14 ans     | 16,1   |

| Hommes | Classe d’âge | Femmes |
| ------ | ------------ | ------ |
| 1      | 90 ou +      | 2,7    |
| 9,2    | 75-89 ans    | 12     |
| 20,6   | 60-74 ans    | 21,3   |
| 20,7   | 45-59 ans    | 20,3   |
| 16,8   | 30-44 ans    | 16     |
| 15,6   | 15-29 ans    | 13,4   |
| 16,1   | 0-14 ans     | 14,3   |

## Économie

### Agriculture
La viticulture occupe une partie de l'activité agricole. La commune est située dans les Fins Bois, dans la zone d'appellation d'origine contrôlée du cognac.

## Équipements, services et vie locale

### Enseignement
Condéon possède une école primaire comprenant trois classes. 
Le secteur du collège est Barbezieux (collège Jean-Moulin).

## Culture locale et patrimoine

### Vie locale
Un groupe d'habitants est à l'origine de la troupe des Gueurlets (signifiant les grillons), groupe patoisant s'exprimant en saintongeais, créé lors de la célébration du centenaire de l'école.

### Lieux et monuments
- Église romane Saint-Marien des XIe et XVe siècles. Classée monument historique en 1913[39].
- Moulin du Grand Fief : ancien moulin à vent datant du XVIIe siècle, point géodésique, acquis par la commune en 2002 et rénové par des jeunes venus du monde entier et par des habitants pendant quatre ans[38].
- Motte castrale d'un château fort du haut Moyen Âge, aujourd'hui disparu, au lieu-dit chez Besson[40]. La motte de forme oblongue, qui mesure 60 m de longueur sur 30 m de largeur, est séparée du plateau par un fossé de 14 m de largeur, profond de 7 m. Au sud de la motte, et à sa base, part un conduit souterrain d'un mètre de largeur vers son centre sur vingt mètres de long puis tourne à angle droit et se poursuit sur une dizaine de mètres. La galerie était vide lorsqu'elle fut découverte. Vers 1932, à 300 m au nord de la motte, fut découvert un souterrain[41].

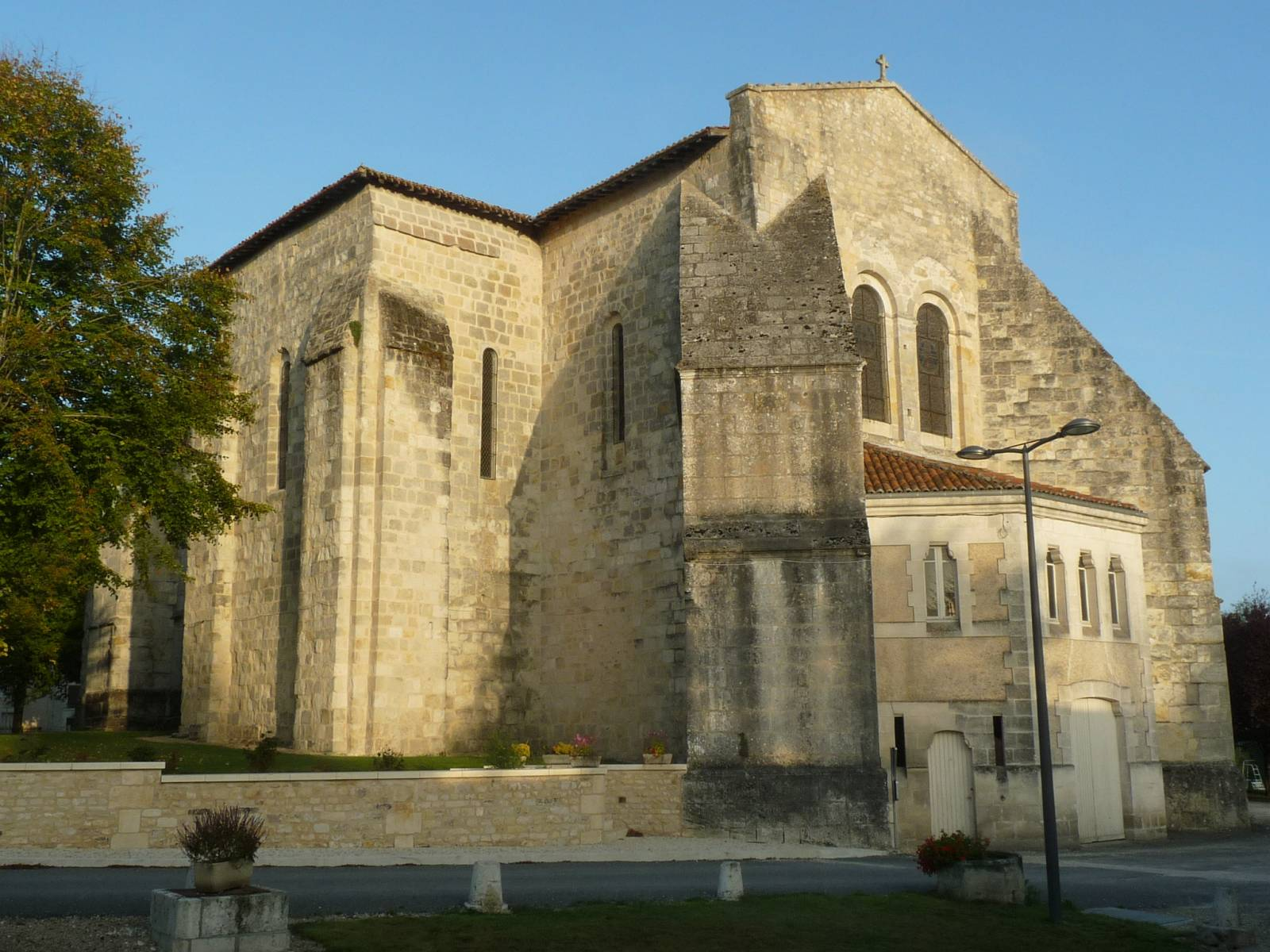
Église Saint-Marien.
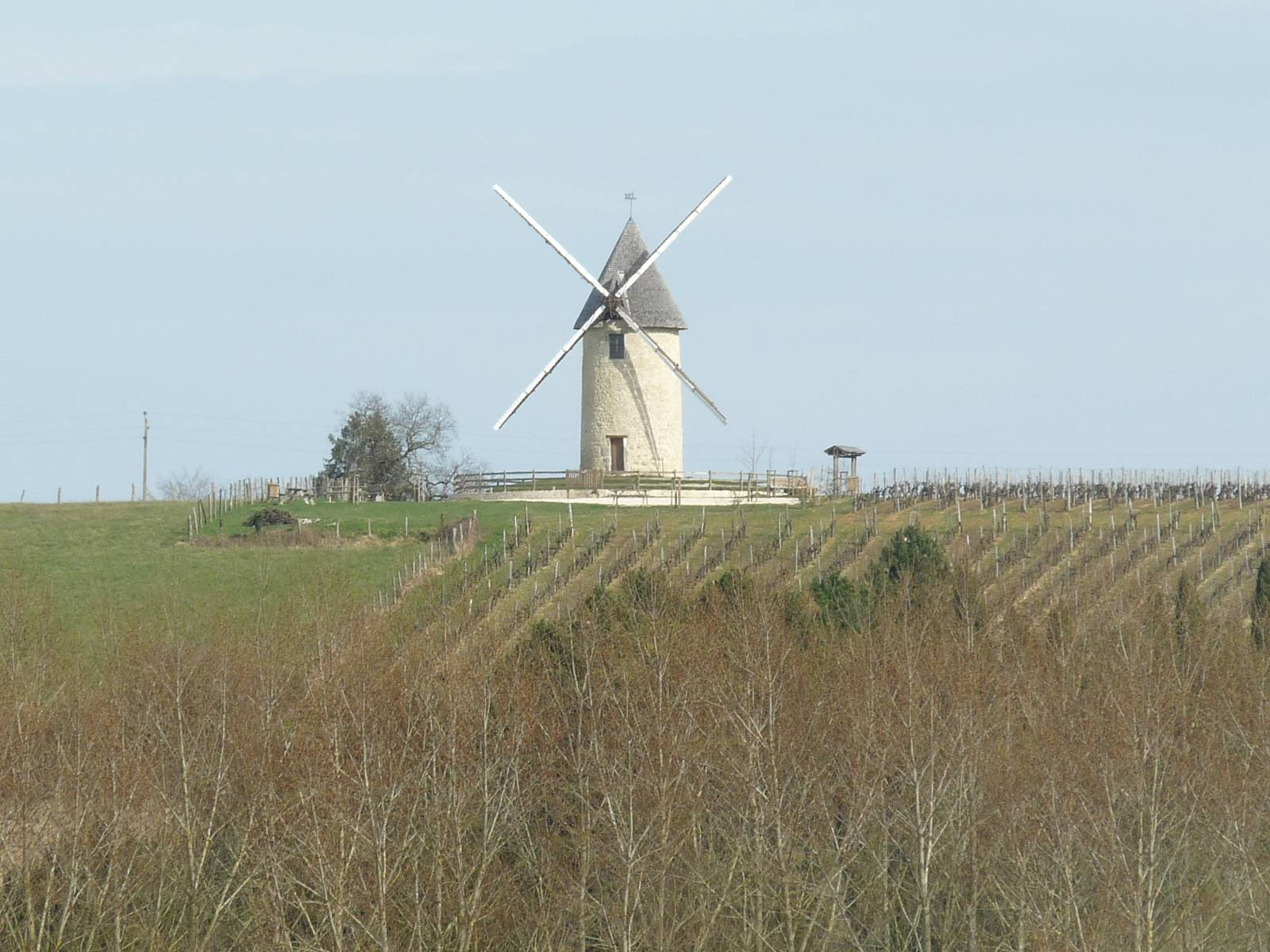
Moulin du Grand Fief.